# Johannes Rudbeckius
Johannes Rudbeckius (født 3. april 1581 ved Örebro, død 8. august 1646 i Västerås) var en svensk teolog og biskop.
Rudbeckius, hvis fader var født på godset Rudbeck i Holsten og ved sin indvandring til Sverige havde antaget dette navn, studerede fra 1598 i Uppsala og 1601—03 i Wittenberg. I 1604 blev han professor i matematik ved universitetet i Uppsala. Efter et fornyet ophold i Tyskland, hvor han særlig studerede teologi, blev han 1609 professor i hebraisk og 1611 i teologi. I 1613 kaldtes han af Gustav II Adolf til hofprædikant og skriftefader. Han fulgte kongen 1614—16 i Rusland og Østersøprovinserne og blev 1619 biskop i Västerås. Her var han i højeste grad virksom med at forbedre tilstanden, såvel i 
byen Västerås som i stiftet. Han grundede således her et gymnasium 1623, det første i Sverige, anlagde hospitaler, velgørende stiftelser, bogsamlinger, trykkerier og så videre. I 1627 overdroges det ham at inspicere kirkeforholdene i Estland, Livland og Ingermanland, og han udførte dette hverv så godt, at hans rejse betragtes som en betydningsfuld tildragelse i disse landes kirkehistorie. Til Gustaf Adolf stod han i et godt forhold, og hans forskellige forslag til 
forbedringer godkendtes alle. Men under Kristina udtalte Rudbeckius oftere utilfredshed med formynderregeringens færd og udgav 1636 Privilegia quædam doctorum etc., som vakte de styrendes mishag; han måtte til sidst gøre afbigt. I sine sidste år, i hvilke hans helbred var svagt, kastede han sig med iver over bibelstudiet. I sine yngre år havde han taget virksom del i disputatser mod kalvinister og romerske katolikker. Rudbeckius har udgivet en Logica (1625) og mange mindre skrifter.